# Football Club Canavese 2010-2011
Questa voce raccoglie le informazioni riguardanti il Football Club Canavese nelle competizioni ufficiali della stagione 2010-2011.

## Rosa
| N. |                   | Ruolo | Calciatore                 |
| -- | ----------------- | ----- | -------------------------- |
|    | Italia (bandiera) | C     | Luca Begolo                |
|    | Italia (bandiera) | A     | Matteo Beretta             |
|    | Italia (bandiera) | A     | Nicola Bisso               |
|    | Italia (bandiera) | C     | Fabio Borettaz             |
|    | Italia (bandiera) | C     | Francesco Camilli          |
|    | Italia (bandiera) | D     | Luca Carretto              |
|    | Italia (bandiera) | P     | Silvio Cascino             |
|    | Italia (bandiera) | D     | Francesco Chiappero        |
|    | Italia (bandiera) | D     | Giorgio Conrotto           |
|    | Italia (bandiera) | C     | Marco Cristini             |
|    | Italia (bandiera) | A     | Alessio Curcio             |
|    | Italia (bandiera) | A     | Pierre Francois Dell'Aglio |
|    | Italia (bandiera) | D     | Marco Duravia              |
|    | Italia (bandiera) | C     | Stefano Fantoni            |
|    | Italia (bandiera) | C     | Andrea Gentile             |
|    | Italia (bandiera) | A     | Umberto Germano            |
|    | Italia (bandiera) | P     | Michele Giarnera           |
|    | Italia (bandiera) | C     | Mattia Gilio               |

| N. |                   | Ruolo | Calciatore            |
| -- | ----------------- | ----- | --------------------- |
|    | Italia (bandiera) | C     | Mattia Lerda          |
|    | Italia (bandiera) | C     | Stefano Mauri         |
|    | Italia (bandiera) | D     | Andrea Moretto        |
|    | Italia (bandiera) | A     | Andrea Murè           |
|    | Italia (bandiera) | C     | Nicolò Palazzolo      |
|    | Italia (bandiera) | C     | Andrea Pareschi       |
|    | Italia (bandiera) | P     | Cristian Pascarella   |
|    | Italia (bandiera) | D     | Alessio Pavan         |
|    | Italia (bandiera) | C     | Cristofer Piscionieri |
|    | Italia (bandiera) | A     | Roberto Porcu         |
|    | Italia (bandiera) | D     | Luca Riggio           |
|    | Italia (bandiera) | C     | Gianluca Rolandone    |
|    | Italia (bandiera) | D     | Paolo Rozzio          |
|    | Italia (bandiera) | D     | Giancarlo Sandrone    |
|    | Italia (bandiera) | C     | Paolo Scutti          |
|    | Italia (bandiera) | D     | Salvatore Temperino   |
|    | Italia (bandiera) | C     | Mirco Valfrè          |
|    | Italia (bandiera) | D     | Federico Vettori      |